# Passage de la Ferme-Saint-Lazare
Le passage de la Ferme-Saint-Lazare est une voie du 10e arrondissement de Paris, elle faisait partie de l'ancien enclos Saint-Lazare.

## Origine du nom
- Voisinage des anciens clos et maison Saint-Lazare.

Le passage de la Ferme-Saint-Lazare tire son nom du voisinage des anciens clos et maison Saint-Lazare.

## Historique
Cette voie a reçu son nom par arrêté municipal du 21 mai 2004.

## Numérotage particulier
Cette voie ne respecte pas le numérotage actuel des maisons à Paris : les nombres impairs sont situés sur le côté gauche de la voie, les nombres pairs sur le côté droit, les premiers numéros étant situés sur le côté le plus proche de la Seine.
Cadastre

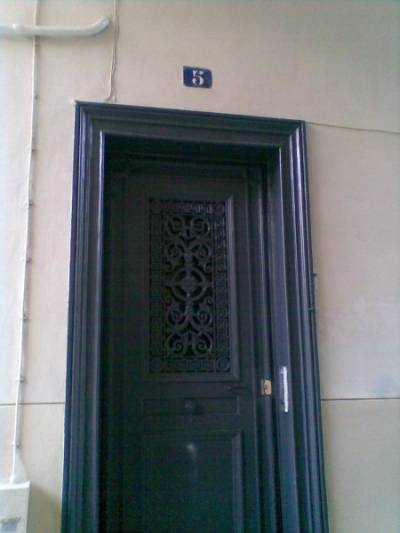
Le no 4, numéroté no 5.

Sur les plans du cadastre,, le passage de la Ferme-Saint-Lazare comporte cinq numéros, deux numéros pairs : no 2 et no 4, qui sont correctement alignés, le no 2 côté Seine, et trois numéros impairs, les no 7, no 7 bis et no 9, qui eux sont inversés, le no 9 est côté Seine.
Numéros dans la voie
Dans la voie, on ne trouve que trois numéros indiqués : le no 7 et le no 7 bis avec le no 7 bis côté Seine, et en face du no 7 le no 5 en lieu et place du no 4.
Cette voie ne comporte pas de numéro pair et comporte des numéros impairs sur ses deux côtés.

## Bâtiments remarquables et lieux de mémoire
- Présence d'un ancien puits à eau[4] qui faisait partie de la ferme de l'enclos Saint-Lazare.